# Jacknife - Jack il coltello
Jacknife - Jack il coltello (Jacknife) è un film del 1989 diretto da David Hugh Jones, con Robert De Niro, Ed Harris e Kathy Baker.

## Trama
Joseph Megs "JackNife" è un reduce della guerra del Vietnam, e dopo molti anni cerca di superare gli incubi che lo angosciano. Frequenta un centro di recupero per reduci, e decide di provare a far entrare in questo anche un suo vecchio amico che ha combattuto con lui, Dave. Quando lo va a trovare, Joseph conosce la sorella, Martha, con la quale incomincia una relazione. Dave però è contrario. Anche se non lo vuole ammettere, non riesce a dimenticare il fatto che Bobby, un amico di Dave e Joseph, durante la guerra è rimasto ucciso proprio per salvare quest'ultimo. Così "JackNife" prova a far superare a Dave i brutti ricordi della guerra e cercare di ricominciare a vivere, facendosi una ragione del fatto che il loro amico è morto.